# Evangelische Kirche (Wallau)

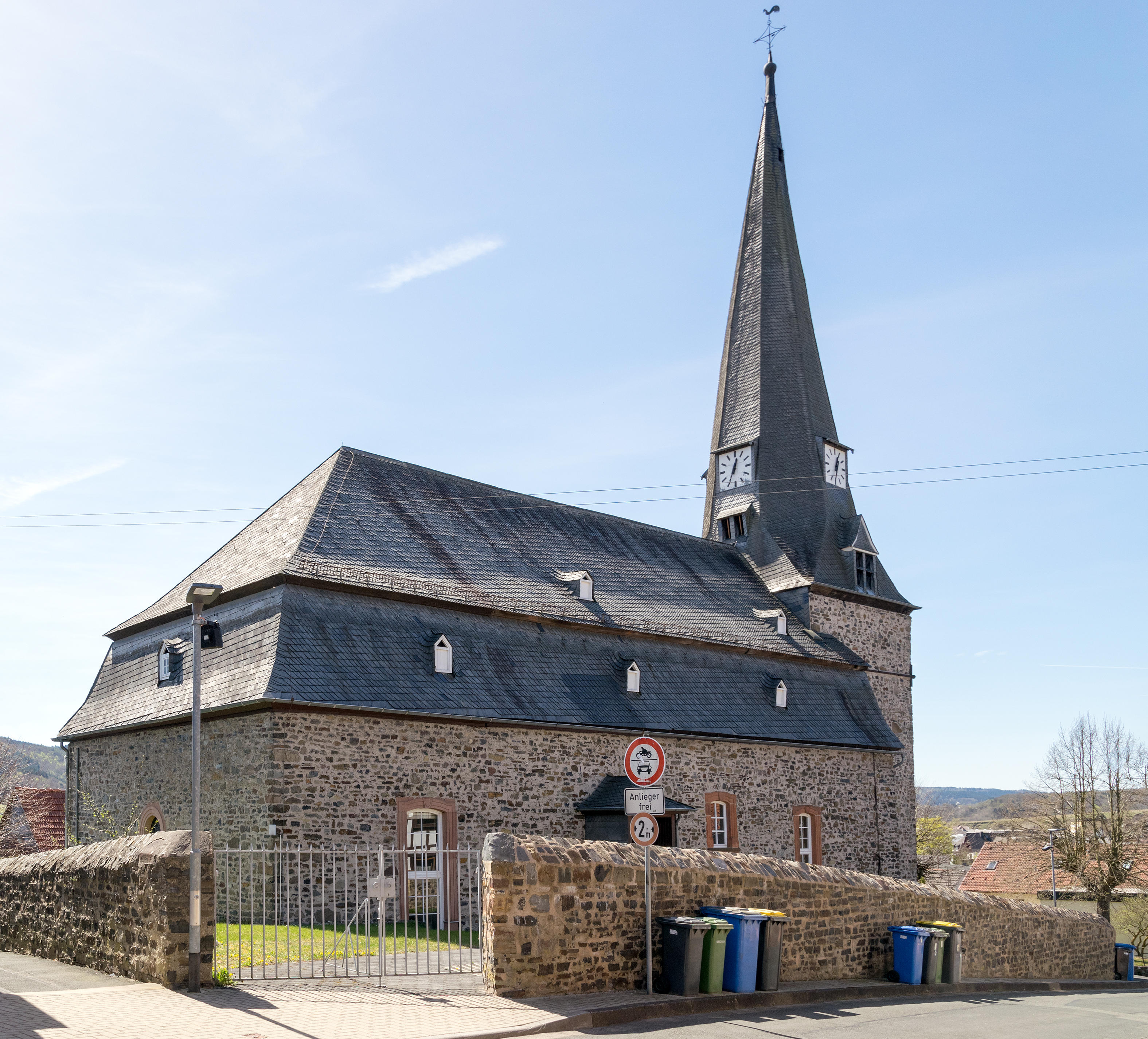
Evangelische Kirche in Wallau

Die Evangelische Kirche Wallau ist ein denkmalgeschütztes Kirchengebäude in Wallau/Lahn im Hessischen Hinterland. Die Kirche gehört zur Kirchengemeinde Wallau-Weifenbach im Dekanat Biedenkopf-Gladenbach in der Propstei Nord-Nassau der Evangelischen Kirche in Hessen und Nassau.

## Beschreibung
Die Saalkirche wurde aus Bruchsteinen erbaut. Der mittelalterliche Kirchturm im Westen stammt vom Anfang des 14. Jahrhunderts. Das Kirchenschiff erhielt um 1760 ein Mansarddach, der Turm einen spitzen achtseitigen, Helm, der den Glockenstuhl mit einer Kirchenglocke vom Anfang des 15. Jahrhunderts und die Turmuhr beherbergt. 1962/1963 wurde das Kirchenschiff durch den Chor verlängert. Das mit einem Kreuzgratgewölbe überspannte Erdgeschoss des Turms ist zum Kirchenschiff, das mit einer stuckierten Voutendecke überspannt ist, durch einen Rundbogen verbunden. 
Zur Kirchenausstattung gehört ein Altarretabel vom Anfang des 16. Jahrhunderts, das eine Mondsichelmadonna zeigt. Die Kanzel schuf 1630 Jost Krug; der Schalldeckel wurde 1656 ergänzt. Die erste Orgel wurde 1873 von Gustav Raßmann gebaut. Sie wurde 1964 unter Verwendung von Teilen der Vorgängerorgel durch ein Instrument mit 18 Registern, zwei Manualen und Pedal von Hans Dentler ersetzt.